# Michael Aggelidis
Michael Georg Aggelidis (* 7. Juni 1962 in Dormagen) ist ein deutscher Politiker der Partei dieBasis (ehemals Die Linke) in Nordrhein-Westfalen.

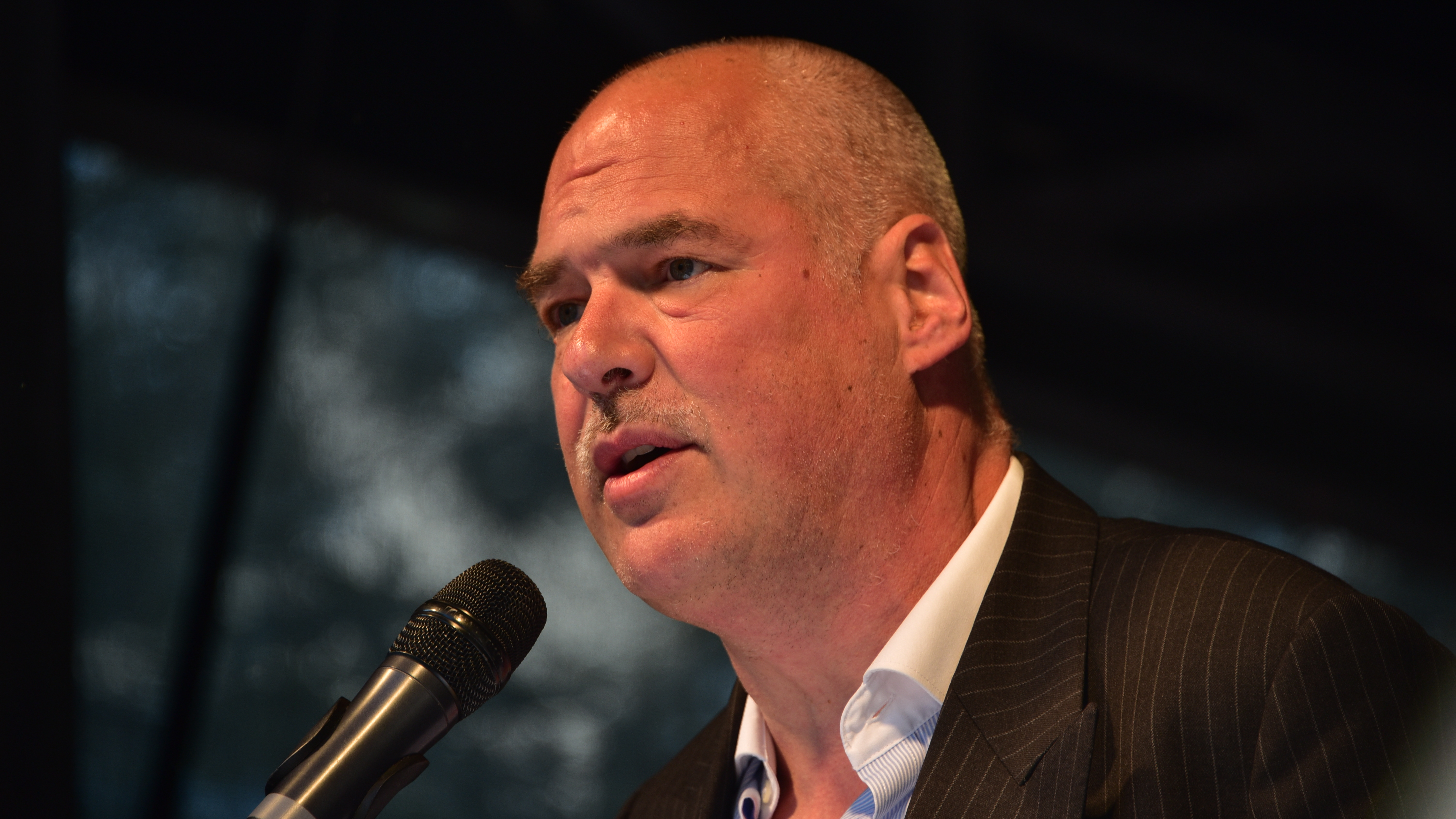
Michael Aggelidis (2017)

## Leben und Beruf
Michael Aggelidis studierte Rechtswissenschaften in Berlin und Köln und ist seit 1995 in Bonn als Rechtsanwalt in eigener Kanzlei mit dem Schwerpunkt Betreuungsrecht sowie Ehe- und Familienrecht tätig. Er ist verheiratet und hat ein Kind.

## Politische Tätigkeit
Michael Aggelidis war langjähriges Mitglied der SPD und PDS und Mitbegründer der Wahlalternative Arbeit und Soziale Gerechtigkeit (WASG). Seit ihrer Vereinigung mit der PDS zur Partei Die Linke war er dort politisch aktiv.
Aggelidis war Mitglied des Landesvorstandes NRW der Linkspartei und Justiziar des Landesverbandes sowie dessen energiepolitischer Sprecher. Er ist unter anderem Mitglied von Greenpeace, Euronatur und dem Bund der Energieverbraucher sowie Justiziar mit Geschäftsführerstellvertretung der Bildungsgemeinschaft SALZ.
Bei der Landtagswahl in Nordrhein-Westfalen 2010 kandidierte Michael Aggelidis als Direktkandidat für Die Linke im Landtagswahlkreis Bonn I und wurde über Platz 10 der Landesliste gewählter Abgeordneter des 15. Landtages von Nordrhein-Westfalen. Bei den Neuwahlen 2012 fiel die Linke unter die Fünf-Prozent-Hürde, sodass auch Aggelidis aus dem Landtag ausschied. Bei der Bundestagswahl 2013 kandidierte er im Bundestagswahlkreis Düren für das Direktmandat, auf der Landesliste wurde er nicht aufgestellt. Zur Landtagswahl in Nordrhein-Westfalen 2017 wurde er im September 2016 erneut als Direktkandidat für den Landtagswahlkreis Bonn I nominiert und erhielt 6,6 Prozent der Erststimmen.
Zur Bundestagswahl 2021 kandidierte Aggelidis auf Platz 10 der Landesliste der Partei dieBasis und als Direktkandidat im Bundestagswahlkreis Heinsberg. Zur Landtagswahl in Nordrhein-Westfalen 2022 kandidiert er erneut als Direktkandidat, nun für seine neue Partei im Landtagswahlkreis Heinsberg II, sowie auf Platz 9 der Landesliste.